# Nathan Bedford Forrest

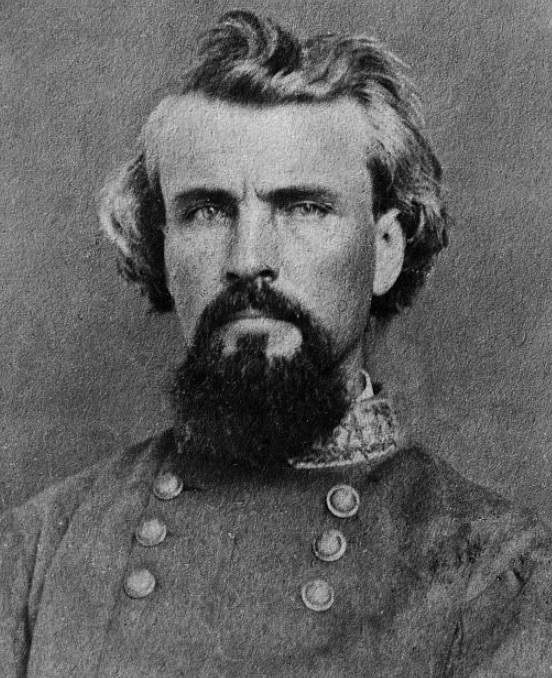
Nathan Bedford Forrest

Nathan Bedford Forrest (* 13. Juli 1821 in Chapel Hill, Marshall County, Tennessee; † 29. Oktober 1877 in Memphis, Tennessee) war ein US-amerikanischer Plantagenbesitzer und General im konföderierten Heer sowie einer der ersten Anführer des ersten Ku-Klux-Klans.

## Leben

### Frühe Jahre
Nathan Bedford Forrest entstammte einer armen Familie. Vor dem Sezessionskrieg wurde er durch Sklavenhandel, auch von illegal in die Vereinigten Staaten geschmuggelten Afrikanern, und Spekulation mit Plantagen, von denen er mehrere besaß, zum Millionär und einem der reichsten Männer des Südens. Er war einer von acht Sklavenhändlern in Memphis; die meisten wohnten, wie er, an der Adams Avenue. Er war in der Stadt auch als Spieler und Duellant bekannt und für seine oft rauen Methoden berüchtigt. Als sein Onkel, mit dem er Geschäfte betrieb, bei einer Schießerei getötet wurde, erschoss er zwei der Gegner und verwundete zwei weitere mit dem Messer. Er wurde 1858 zum Beigeordneten (Alderman) der Stadt Memphis gewählt. Er besaß ein Haus an der Ecke der Adams Avenue und des B. B. King Boulevard, seine Sklavenpferche lagen auf dem Gelände der heutigen Calvary Episcopal Church.

### Bürgerkrieg
Am 14. Juni 1861 trat er als Freiwilliger und einfacher Soldat (Private) dem Heer der Konföderierten Staaten bei und wurde auch ohne militärische Ausbildung innerhalb kurzer Zeit Reitergeneral. Als reicher Mann stellte er auf die Bitte des Gouverneurs Tennessee auf eigene Kosten ein berittenes Bataillon auf.
Als der Ausbruch der konföderierten Truppen aus dem belagerten Fort Donelson nicht genehmigt wurde, erbat Forrest die Erlaubnis, mit seinem Bataillon ausbrechen zu dürfen. Es gelang ihm, die meisten seiner Männer und andere Soldaten, die meist als zweiter Reiter auf den Pferden der Kavalleristen saßen, durch die Belagerungslinien zu führen. Er führte die Nachhut während des Ausweichens aus Nashville. In der Schlacht von Shiloh war wenig Verwendung für berittene Truppen; sein Verband bildete deshalb erneut während des Ausweichens die Nachhut. Einen Tag nach dem Ende der Schlacht wurde Forrest verwundet.
Nachdem er kurz nach der ersten Schlacht um Corinth zum Brigadegeneral befördert worden war, nahm er mit einer frisch aufgestellten Brigade die Garnison und die Versorgungsmittel von Murfreesboro. Im Dezember 1862 und Januar 1863 unternahm er einige Streifzüge im Westen Tennessees, die zum Abbruch der Angriffe General Ulysses S. Grants in Mississippi führten. Kurze Zeit darauf vereinigte er seine Truppen mit denen des Generals Joseph Wheeler. Dieser unternahm einen fruchtlosen Versuch, Fort Donelson zu nehmen. Hierauf schwor Forrest, niemals wieder unter General Wheeler zu kämpfen.
Am 14. Juni 1863 wurde Forrest von einem verärgerten Untergebenen, Andrew W. Gould, angeschossen, den Forrest daraufhin mit seinem Federmesser tötete. Nach seiner Genesung wurde er Divisionskommandeur und bald darauf Kommandierender General eines aus zwei Divisionen bestehenden Kavalleriekorps bei Chickamauga. Nach einer Reihe von Diskussionen mit dem Oberbefehlshaber Braxton Bragg wurde Forrest als „Strafe“ wieder General Wheeler zugeteilt. Seiner Forderung nach einem Einsatz im Westen Tennessees wurde dann jedoch stattgegeben. Die ihm zugeteilte Truppe war so klein, dass er rekrutieren musste. Bald hatte er genügend Leute zusammen, um den Unionsgenerälen Kopfzerbrechen zu bereiten.

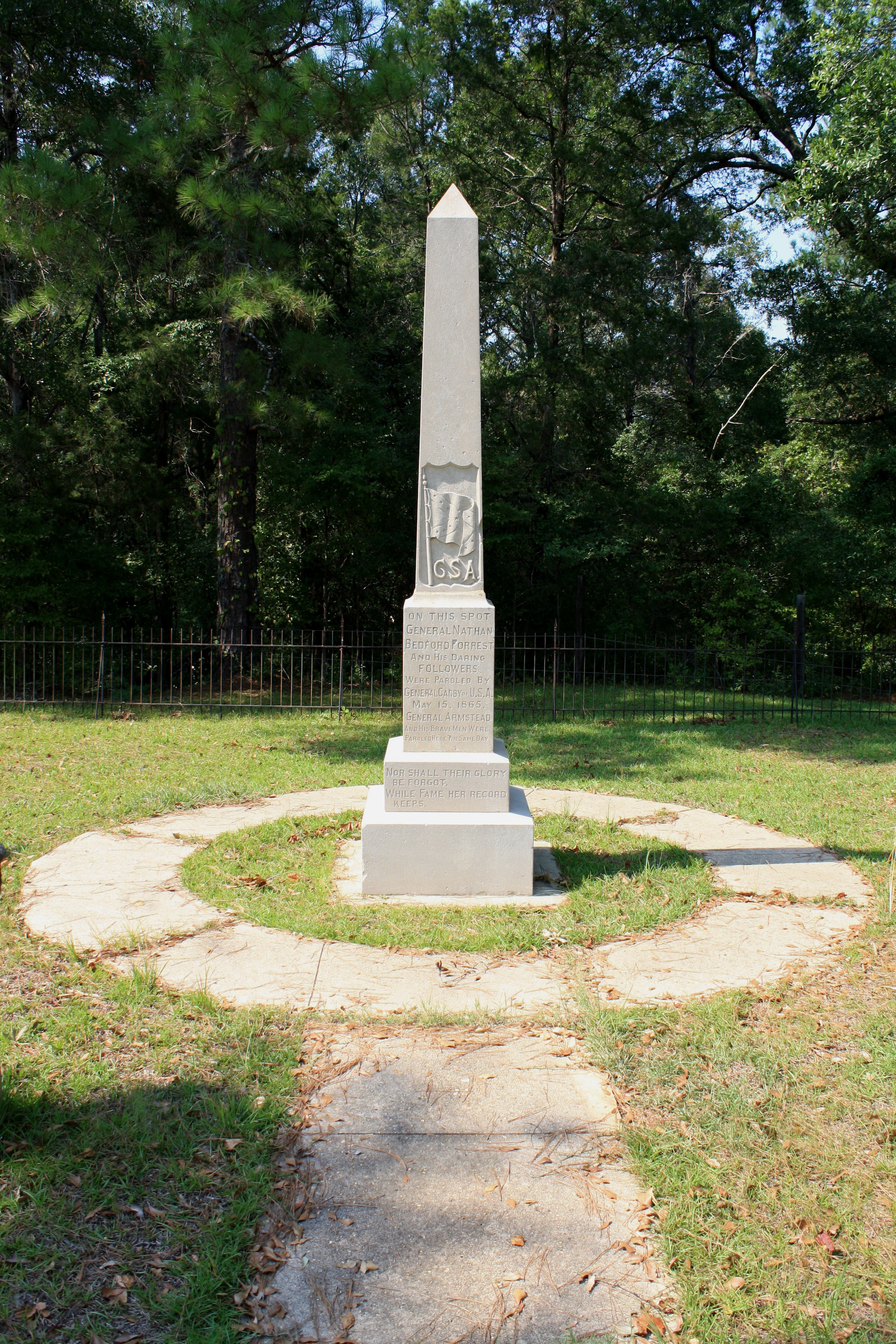
Forrest Monument in Gainesville (Alabama), das an die Entlassung von Forrest und seinen Männern aus dem Militärdienst am 15. Mai 1865 erinnert.

Nachdem Forrests Männer Fort Pillow am Mississippi erobert hatten, kam es dort am 12. April 1864 zu einem Massaker, bei dem auf brutale Weise eine größere Anzahl hauptsächlich schwarzer Unionssoldaten, die sich ergeben hatten, umgebracht wurden. Das Massaker hatte zur Folge, dass US-Präsident Abraham Lincoln vom Süden forderte, schwarze Soldaten wie andere Kriegsgefangene zu behandeln, auch wenn sie ehemalige Sklaven wären. Der Süden lehnte ab und der Gefangenenaustausch kam zum Stillstand.
In den folgenden Monaten verlor Forrest bei Brice’s Crossroads, in Tupelo und in anderen Orten Mississippis zahlreiche Soldaten, bei Brice’s Crossroads jedoch fügte er den Truppen der Nordstaaten mit nur halb so vielen Soldaten eine demütigende Niederlage zu. Forrest konnte aber mit seiner dezimierten Truppe den Einfall von Unionsgeneral James H. Wilson in Alabama und Georgia in den letzten Monaten des Bürgerkrieges nicht aufhalten. Er wurde am 2. April 1865 in der Schlacht um Selma besiegt und kapitulierte am 9. Mai 1865. Einige Tage später geriet er mit Richard Taylor in Gefangenschaft.

### Nachkriegszeit
Sein Vermögen aus Sklaven und Plantagen hatte Forrest während des Bürgerkrieges zum größten Teil verloren. Die Sklaven hatte er bereits vor Kriegsende befreit. Er wurde Präsident der Marion & Memphis Railroad in Selma, Alabama, die aber unter seiner Leitung in einer allgemeinen Finanzkrise in den USA Anfang der 1870er Jahre bankrottging. Forrest war dadurch finanziell fast ruiniert und betrieb eine Gefängnisfarm auf einer Insel im Mississippi.
Anfang 1867 wurde er beim ersten Bundeskongress des Ku-Klux-Klans in Abwesenheit zu dessen erstem Großen Hexenmeister (Grand Wizard, und damit Anführer) gewählt. Ziel des Klans war vor allem die Unterdrückung und Wieder-Versklavung der Schwarzen. Der Klan verbreitete sich rasch in den Südstaaten. Seine Gewalttaten (einschließlich Lynchmorden und Folterungen) richteten sich gegen Schwarze und deren Beschützer, sowie gegen die zahlreichen Nordstaatler, die am Wiederaufbau des Südens nach dem Bürgerkrieg profitieren wollten. Hunderte Schwarze, weiße Lehrer und Beamte fielen ihm zum Opfer. Später wandte sich der Klan unter anderem gegen eingewanderte Juden und katholische Iren. 1869 soll der Klan über 500.000 Mitglieder gezählt haben. Nachdem die „Ku-Klux-Acts“, eine Gesetzesreihe mit dem Ziel, die Gewaltakte im Süden zu beenden, verabschiedet worden waren, löste Forrest diesen 1871 auf. Die einen sprechen von einem taktischen Winkelzug Forrests, um eine Verfolgung durch die Bundesbehörden zu vermeiden; andere behaupten, der Ex-General sei mit diesem Ausmaß der Gewalt nicht mehr einverstanden gewesen. Ein Kongressausschuss befand 1871, dass keine Beweise dafür vorlagen, dass Forrest den Klan anführte, dass er aber dessen Auflösung betrieben habe.
Forrest war für seine Raids bekannt, mit denen er den Gegner überraschte und systematisch in dessen Hinterland die Infrastruktur zerstörte. Dabei benutzte er die Kavallerie überwiegend abgesessen als Infanterie, die er schnell verlagern konnte. Sein militärischer Wahlspruch lautete: “Get there first with the most men.” (deutsch: „Sei mit den meisten Männern als erster da.“).

### Tod

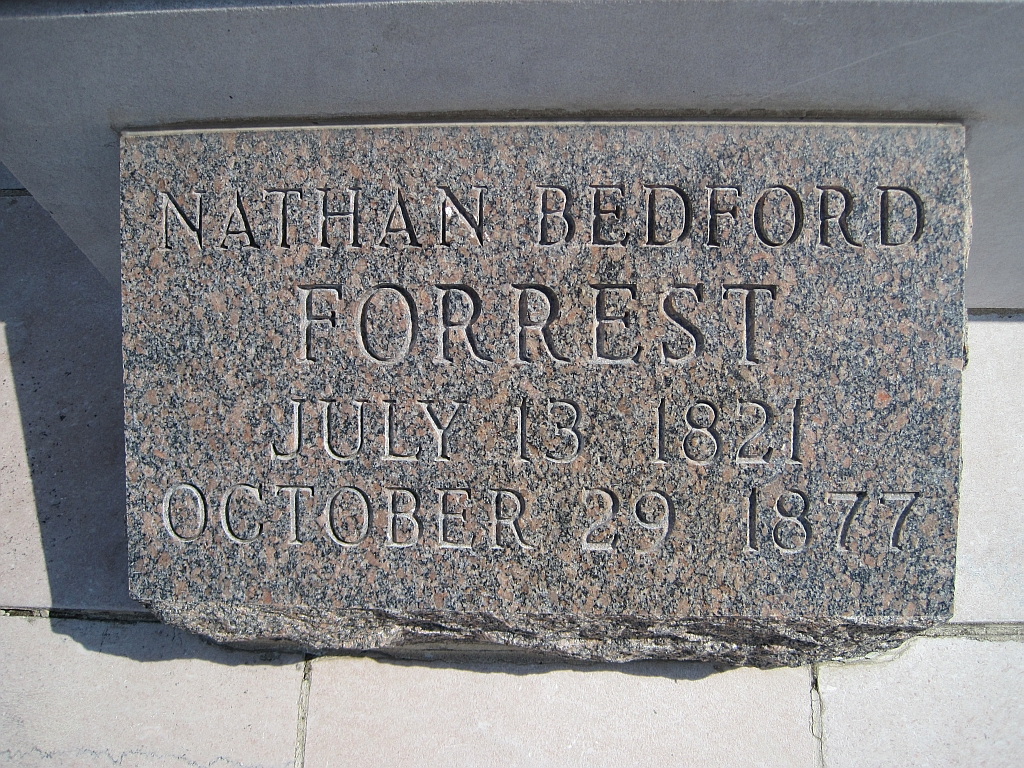
Grabstein in Memphis, Tennessee

Forrest starb am 29. Oktober 1877 in Folge von Diabetes im Haus seines Bruders in Memphis, wohin er sich aufgrund seiner Krankheit zurückgezogen hatte.
Sein Trauerzug war über 3 Kilometer lang und umfasste geschätzte 20.000 Menschen.
Er wurde auf dem Elmwood Friedhof in Memphis beerdigt. 1904 wurde er in einen Park in Memphis umgebettet, der zuerst zu seinen Ehren Forrest Park hieß, aber später umbenannt wurde.

## Nachwirkungen
In den amerikanischen Südstaaten, besonders in Tennessee, erinnern zahlreiche Denkmäler und Parks an ihn und es sind Schulen nach ihm benannt. Forrest City, Arkansas ist nach ihm benannt. Seine Rolle beim Fort Pillow Massaker und im Ku-Klux-Klan machten ihn aber in den USA zu einer umstrittenen Figur.
Nathan Bedford Forrest ist zugleich auch der Namensgeber des Helden „Forrest Gump“ im gleichnamigen Roman von Winston Groom.
Am 10. Februar 2011 berichtete der Fox News Channel, dass geplant sei, auf Auto-Nummernschildern an Forrest zu erinnern. Die Mississippi-Sektion der NAACP richtete eine Petition an Governor Haley Barbour, dieses Vorhaben zu verhindern.
2000 war ein Monument Forrests in Selma, Alabama enthüllt worden.
2012 wurde dieses Monument durch Unbekannte beschädigt.
In Rome, Georgia steht seit 1909 eine Nathan-Bedford-Forrest-Statue auf dem Myrtle Hill Cemetery in Chapel Hill, in Tennessee ist eine High School nach ihm benannt, ebenso in Jacksonville, Florida. Dort wurde 2008 der Antrag, die Nathan Bedford Forrest High School umzubenennen, abgelehnt. Die Schule hatte ihren Namen 1959 erhalten, nachdem die Bürgerrechtsbewegung einen entscheidenden Sieg vor dem Obersten Gerichtshof der USA errungen hatte (Stichwort: Brown v. Board of Education). 2013 wurde schließlich einstimmig beschlossen, die Schule umzubenennen und 2014 erhielt diese den neuen Namen Westside High School.
Im Tennessee House of Representatives steht eine Büste Forrests.